# Harold McNamara
Harold Joseph McNamara, född 3 augusti 1889 i Randolph, Ontario, död 27 augusti 1937 i Lima, Peru, var en kanadensisk professionell ishockeyspelare.

## Karriär
Harold McNamara spelade för en rad olika professionella klubbar under sin karriär från 1908 till 1917. I National Hockey Association representerade han Cobalt Silver Kings, Renfrew Creamery Kings, Toronto Shamrocks och Montreal Canadiens.
I december 1908 var McNamara en av de sex gästspelare som lånades in av Edmonton Eskimos då de utmanade Montreal Wanderers i ett dubbelmöte om Stanley Cup. Eskimos förlorade första matchen med 3-7 och till match två var två av de ordinarie spelarna, Harold Deeton och Jack Miller, tillbaka i startuppställningen. Deeton och Miller gjorde tre respektive två mål var i matchen som Eskimos vann med 7-6. Wanderers stod dock som segrare totalt med målskillnaden 13-10.

## Familj
Harold McNamaras bröder George och Howard var likt Harold även de professionella ishockeyspelare på backpositionen. George och Howard McNamara spelade tillsammans i flera olika lag och ligor och gavs smeknamnet Dynamite Twins, "Dynamittvillingarna", på grund av deras fysiska spel och stenhårda tacklingar.

## Statistik
| 1910    | Cobalt Silver Kings    | NHA | 11 | 4 | 0 | 4 | 23 | – | – | – | – | – |
| 1910–11 | Renfrew Creamery Kings | NHA | 6  | 0 | 0 | 0 | 27 | – | – | – | – | – |
| 1914–15 | Toronto Shamrocks      | NHA | 17 | 3 | 2 | 5 | 26 | – | – | – | – | – |
| 1916–17 | Montreal Canadiens     | NHA | 2  | 0 | 0 | 0 | 0  | – | – | – | – | – |
|         |                        |     | –  | – | – | – | –  | – | – | – | – | – |

Statistik från tabletop-sports.com och ourhistory.canadiens.com